# الساندرو کوچیاری
الساندرو کوچیاری (انگلیسی: Alessandro Cucciari؛ زادهٔ ۱۱ سپتامبر ۱۹۶۹) بازیکن فوتبال اهل ایتالیا است.
از باشگاه‌هایی که در آن بازی کرده‌است می‌توان به باشگاه فوتبال هلاس ورونا، باشگاه فوتبال پروجا، باشگاه فوتبال مودنا، باشگاه فوتبال لچه، باشگاه فوتبال مسینا، باشگاه فوتبال آ.اس. رم، باشگاه فوتبال روبور سیه‌نا، باشگاه فوتبال سمپدوریا، و باشگاه فوتبال ترنانا اشاره کرد.